# Валки (город)
Ва́лки (укр. Ва́лки) — город в Богодуховском районе Харьковской области Украины, административный центр Валковской городской общины. До 17 июля 2020 года был административным центром упразднённого Валковского района, в котором составлял Валковский городской совет.

## Географическое положение
Город находится на западе Харьковской области на расстоянии 55 км от Харькова на берегу реки Мжа; на реке большая запруда. К городу примыкают сёла Костев и Гонтов Яр.

## История
В первой половине XIII века, во время монголо-татарского нашествия, эта территория была опустошена и превратилась в так называемое «дикое поле». Именно здесь, между лесами и болотами, проходил Муравский шлях — путь из Крыма в Русское государство, по которому, начиная с XVI века, ходили в набеги за добычей и невольниками крымские и ногайские татары. Для защиты от них в начале XVII в. среди «дикого поля» началось создание линии укрепленных пунктов, в которую вошли Царёв-Борисов (1600 год), Чугуев (1638 год), Валки (1646 год).

### 1646—1917

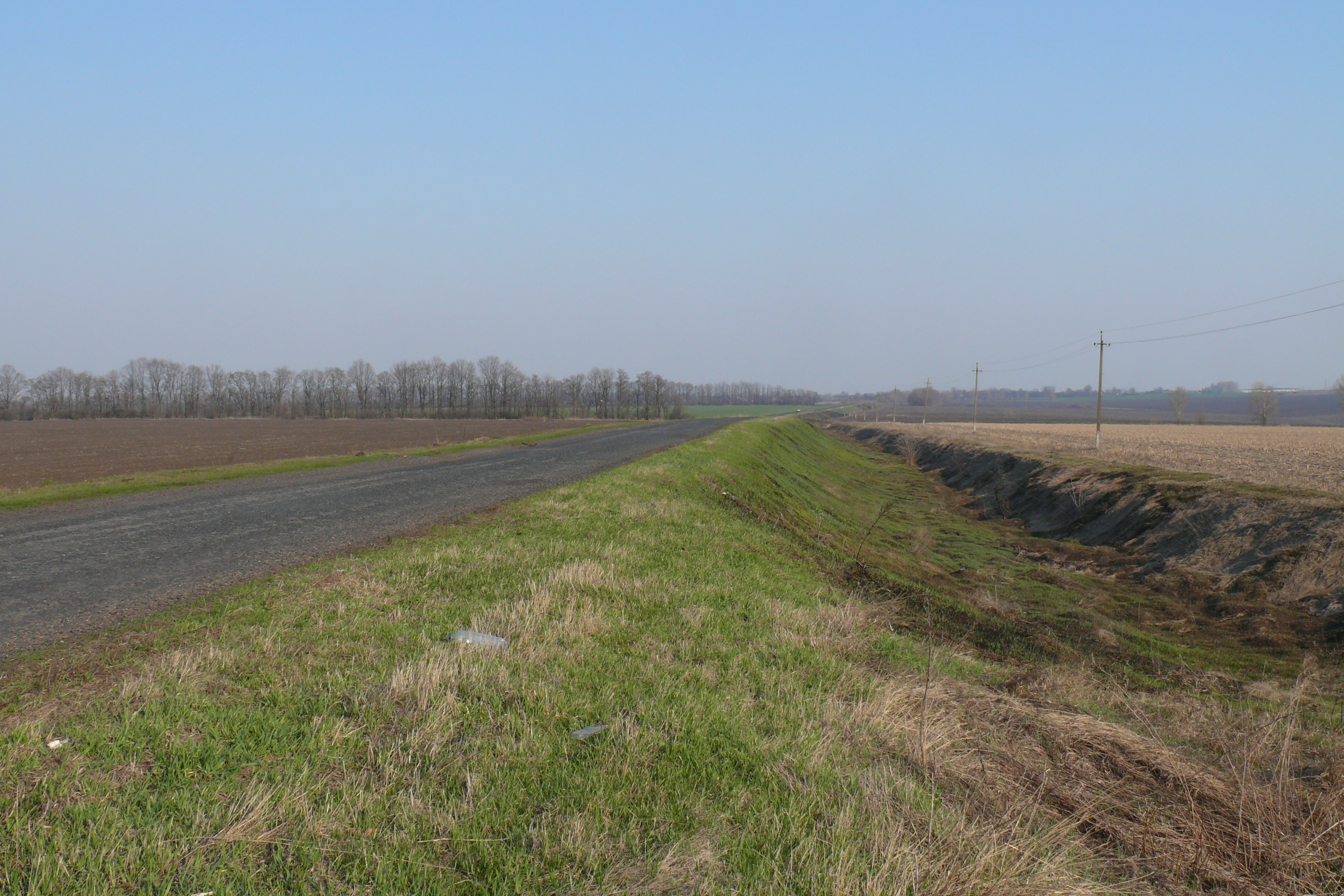
Дорога Высокополье — Перекоп, обустроенная на Перекопском валу

В 1646 году на территории нынешнего Валковского района был восстановлен (сооружённый ещё в скифские времена) Перекопский вал (глубокий ров с высоким валом), который пересекал Муравский шлях между верховьями рек Мжа и Коломак — для обороны от нападения татар.
21 мая 1646 года под руководством Белгородского воеводы Хилкова на пересечении вала и дороги началось строительство острога, построенную крепость назвали по названию реки Мжа — Можайским острогом, а поселение — Можайском городом на Валках или просто Валками (от слова «валок», небольшой вал).
В 1665 году город Валки был перенесён на берег речки Мжа, где он стоит и сегодня.
В апреле 1780 года Валки получили статус уездного города Российской империи.
В 1785 году численность населения составляла 9295 человек.
В 1890 году население города составляло 6 тыс. человек; здесь действовали 3-классные городские мужское и женское училища, две больницы на 32 кровати, богадельня и 5 церквей.
В 1897 году население составило 7938 человек, среди них 255 дворян, духовных лиц — 67, 50 купцов, около 1000 мещан, 6400 крестьян.
Весной 1902 года в Валковском уезде имели место крестьянские восстания (особенно сильное в сёлах Снежков, Благодатное и Сидоренково), крестьяне разгромили более 25 помещичьих экономий, но в дальнейшем выступления были подавлены правительственными войсками.
После Февральской революции 1917 года в Валках и уезде была установлена власть Центральной Рады.

### 1917—1991

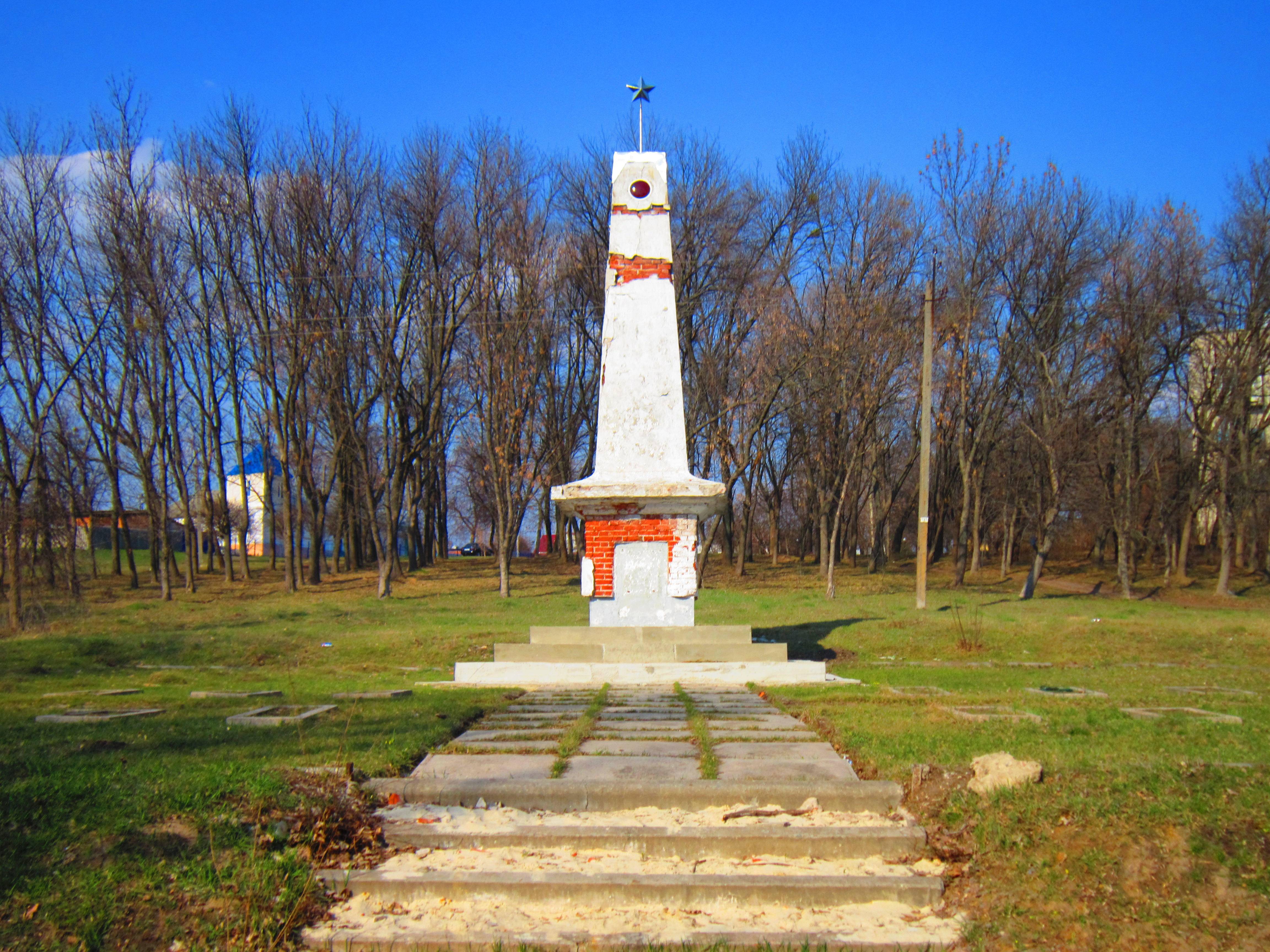
Памятник

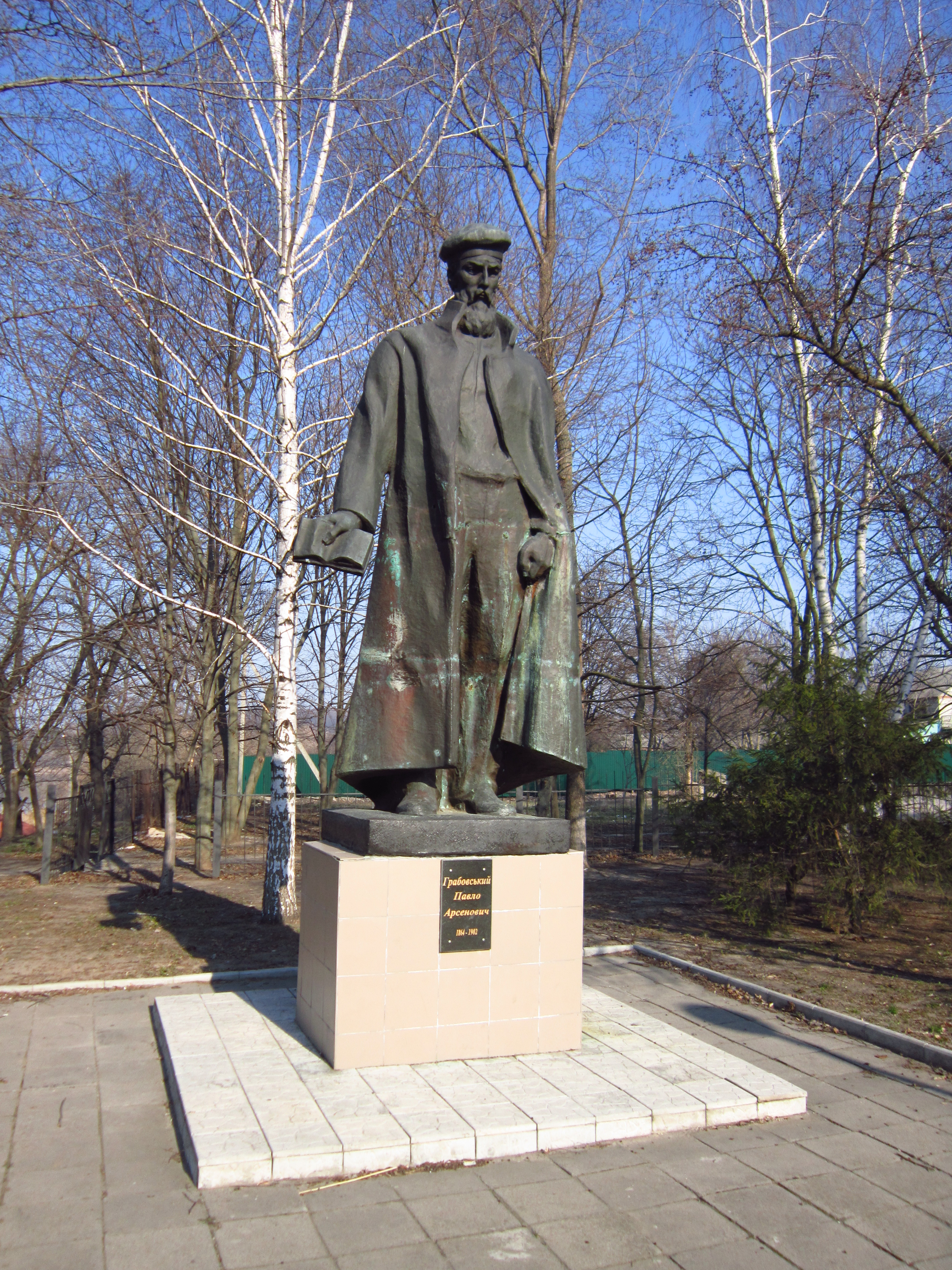
Памятник Грабовскому

В ходе гражданской войны власть несколько раз менялась. В ноябре 1917 года в Валках была провозглашена Советская власть, но 7 апреля 1918 года город был оккупирован немецко-австрийскими войсками; в январе 1919 года был занят Красной Армией, в июне занят белыми частями ВСЮР.
17 декабря 1919 года Советская власть была восстановлена.
В апреле 1921 в Валках началось антисоветское восстание, которое возглавили бывшие офицеры армии УНР Джуваго, Макаренко и Сорокин. 30 апреля — 1 мая 1921 года состоялся штурм города Валки отрядами восставших, которые сумели захватить южные околицы, но понесли потери и отступили, после чего были разгромлены прибывшими силами РККА под руководством Р. Эйдемана около села Ковяги. Рассеянные отряды продолжали борьбу до 1922 года.
C декабря 1922 года в составе Украинской Советской Социалистической Республики Союза Советских Социалистических Республик.
В 1923 году Валки стали районным центром Валковского района, до июля 1930 года входившего в Харьковский округ.
В 1929 году образованы два колхоза: «Красный пахарь» и имени Н. К. Крупской.; в 1934 создана МТС.
2 ноября 1930 года началось издание местной газеты «Красный штурм».
19 октября 1938 года посёлок городского типа Валки стад городом районного подчинения.
Перед ВОВ в городе (без соседних хуторов) были три церкви, ветеринарный техникум, школа медсестёр, две сельскохозяйственные школы, несколько средних школ, Дом культуры, библиотека с 27 тыс.томов, больница, поликлиника, тубдиспансер, три завода, бойня, 4 ветряные мельницы, детская колония, райисполком.
В ходе Великой Отечественной войны 19 октября 1941 года Валки были оккупированы наступавшими немецкими войсками.
25 февраля 1943 года освобождён от гитлеровских германских войск советскими войсками Воронежского фронта в ходе Харьковской наступательной операции 1943 года:
- 3-й танковой армии в составе: 12-го тк (генерал-майор Зинькович, Митрофан Иванович) в составе: 30-й тбр (подполковник Курист, Людвиг Иванович), 13-й мсбр (подполковник Михайлов, Николай Лаврентьевич).
- 69-й армии в составе: 25-й гв. сд (генерал-майор Шафаренко, Павел Менделевич), части сил 305-й сд (полковник Данилович, Иван Антонович).

7 марта 1943 года город снова был оккупирован германскими войсками.
24 августа 1943 года Ставка ВГК поставила Степному фронту задачу «разгромить валковскую группировку врага». 16 сентября 1943 года город был освобождён советскими войсками Степного фронта во время наступления на полтавско-кременчугском направлении в ходе Битвы за Днепр:
- 242-я и 280-я стрелковые дивизии 4-й гвардейской армии.
- 53-й армии в составе: 107-й сд (генерал-майор Бежко, Пётр Максимович) 48-го ск (генерал-майор Рогозный, Зиновий Захарович), 299-й сд (генерал-майор Травников, Николай Григорьевич)[14].

В результате оккупации город был сильно разрушен; оккупанты убили 145 жителей, а 324 человека угнали в Германию на принудительные работы.
В годы войны 4560 жителей Валок воевали на фронтах в рядах РККА и Советской армии; из них погибли почти две тысячи воинов; 3267 были награждены боевыми орденами и медалями СССР, 300 фронтовиков (в 1976 году) являлись инвалидами Великой Отечественной войны. Валковчанин воин-медик В. А. Коляда за подвиг на Днепре в 1943 году удостоен звания Герой Советского Союза.
После войны город был восстановлен, в 1951 году здесь действовали обозный завод, авторемонтный завод, предприятия по производству строительных материалов, несколько предприятий лёгкой и пищевой промышленности местного значения, ветеринарный техникум, опытное поле Украинского НИИ овощеводства, школы и культурно-просветительские учреждения.
В 1968 году численность населения составляла 7,2 тыс. человек, основой экономики являлись швейная фабрика, мебельная фабрика и производство стройматериалов
В январе 1989 года численность населения составляла 11 209 человек, основой экономики являлись швейная фабрика, мебельная фабрика и производство стройматериалов.

### После 1991
В мае 1995 года Кабинет министров Украины утвердил решение о приватизации находившихся в городе АТП-16341, райсельхозтехники и райсельхозхимии

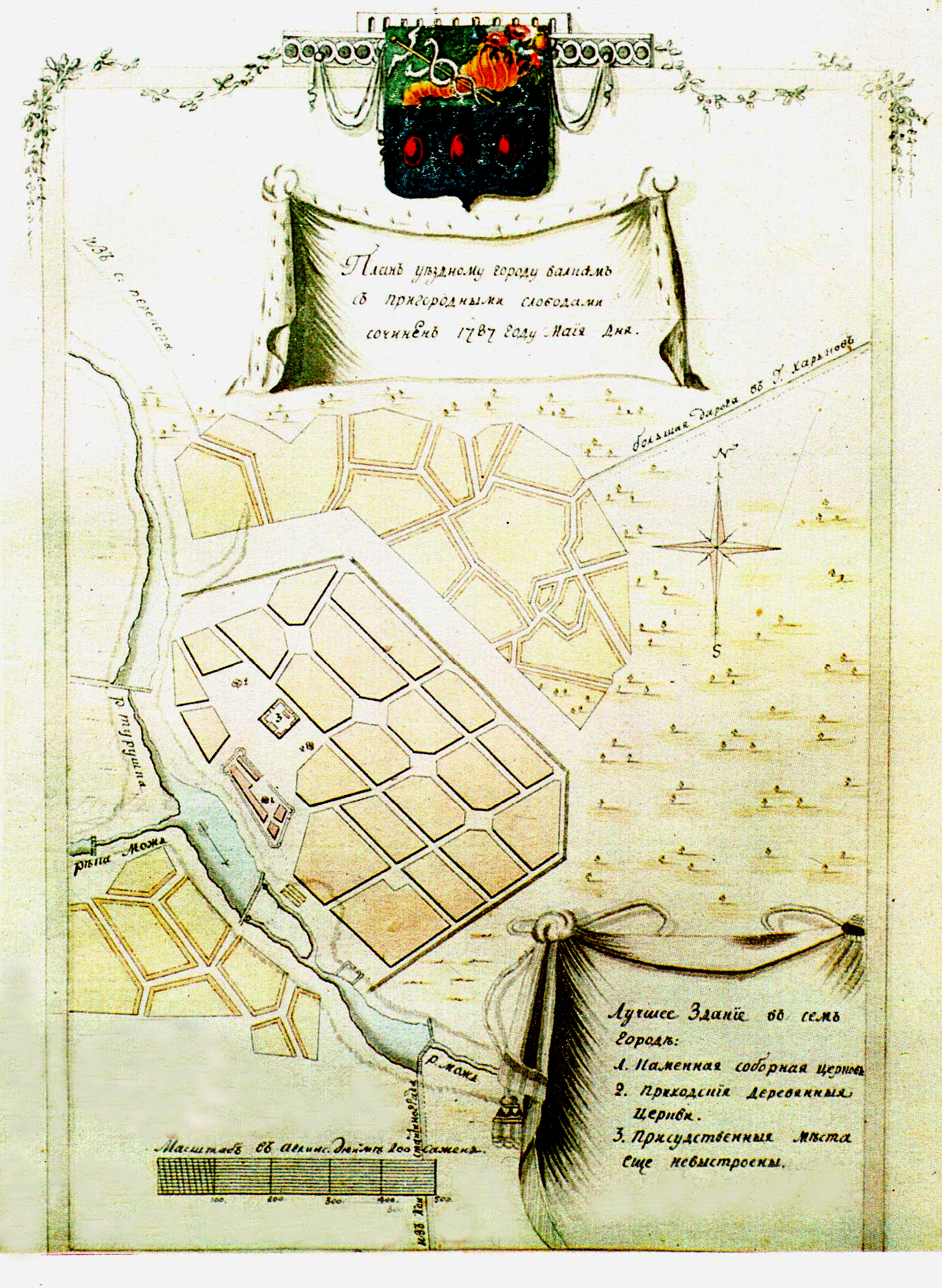
План города 1787 года

## Население
По состоянию на 1 января 2013 года численность населения составляла 9 410 человек.

### Языковой состав
Родной язык населения по данным переписи 1897 года:
| Язык                       | Численность, чел. | Доля     |
| -------------------------- | ----------------- | -------- |
| Украинский («малорусский») | 7 343             | 92,50 %  |
| Русский («великорусский»)  | 534               | 6,73 %   |
| Другие                     | 61                | 0,77 %   |
| Итого                      | 7 938             | 100,00 % |

По данным переписи 2001 года 95,02 % населения города указали украинский язык родным, 4,49 % — русский, 0,51 % — другие языки.

## Климат
В целом климат района умеренно континентальный с прохладной зимой и теплым (иногда знойным) летом. Среднегодовая температура воздуха составляет 7,5 °C, наиболее низкая она в январе (минус 7,0 °C), наиболее высокая — в июле (20,4 °C). В последние 100—120 лет температура воздуха в регионе, равно как и в целом на Земле, имеет тенденцию к повышению. На протяжении этого периода среднегодовая температура воздуха повысилась приблизительно на 1,5 °C. Наиболее теплым за весь период наблюдений оказался 2010 г. Наибольшее повышение температуры произошло в первую половину года.
В среднем за год выпадает 525 мм атмосферных осадков, меньше всего их в феврале-марте, больше всего — в июле. Минимальное годовое количество осадков (279 мм) наблюдалось в 1921 г., максимальное (898 мм) — в 1879 г. В среднем за год в регионе наблюдается 132 дня с осадками; меньше всего их (7) в августе, больше всего (16) — в декабре.
Каждую зиму в Валках образуется снежный покров, максимальная высота которого обычно наблюдается в феврале. Относительная влажность воздуха в среднем составляет 74 %, наименьшая она в мае (60 %), наибольшая — в декабре (87 %).
Наибольшую повторяемость имеют ветры с востока, наименьшую — с юга. Наибольшая скорость ветра — в феврале, наименьшая — в июле. В феврале она в среднем составляет 4,9 м/с, в июле — 3,2 м/с.
Наименьшая облачность наблюдается в августе, наибольшая — в декабре.
Количество дней с грозами в среднем за год равно 30 (июнь, июль), с туманом — 59, снегом — 79, гололедицей — 16 (декабрь, январь).
- Средняя температура января — — 7,0 °C
- Средняя температура июля — +20,4 °C
- Среднегодовая температура — +7,5 °C
- Среднегодовая скорость ветра — 4,0 м/с
- Среднегодовая влажность воздуха — 74 %
- Среднегодовое количество осадков — 525 мм

| Показатель                    | Янв. | Фев. | Март | Апр. | Май  | Июнь | Июль | Авг. | Сен. | Окт. | Нояб. | Дек. | Год |
| ----------------------------- | ---- | ---- | ---- | ---- | ---- | ---- | ---- | ---- | ---- | ---- | ----- | ---- | --- |
| Средний суточный максимум, °C | −5   | −2,2 | 2    | 13   | 21   | 25   | 27   | 26   | 20   | 12   | 3     | −1   | 12  |
| Средняя температура, °C       | −7   | −5,7 | −0,3 | 8,9  | 15,6 | 19,0 | 20,4 | 19,5 | 14,1 | 7,3  | 1,3   | −3,3 | 7,5 |
| Средний суточный минимум, °C  | −9   | −8   | −3   | 5    | 10   | 13   | 15   | 14   | 9    | 3    | −1    | −5   | 3   |
| Норма осадков, мм             | 44   | 33   | 28   | 36   | 48   | 58   | 61   | 50   | 41   | 35   | 45    | 46   | 525 |
| Источник: Meteoprog.ua        |      |      |      |      |      |      |      |      |      |      |       |      |     |

## Транспорт
Через Валки проходят автомобильные дороги М-03 (шоссе Киев — Харьков) и Т-1901.
В 12 км к югу от города находится ближайшая железнодорожная станция Ковяги Южной железной дороги.

## Валки в искусстве
В фентезийном романе «Рубеж», написанным в соавторстве Мариной и Сергеем Дяченко, А. Валентиновым и Г. Олди, один из героев, Станислав Мацапура-Коложанский, живёт в поместье на территории Валковской сотни. Более того, действие всей «украинской» части романа происходит на территории этой же сотни, а командир сотни Логин и его дочь Ярина — одни из главнейших персонажей.

## Герб

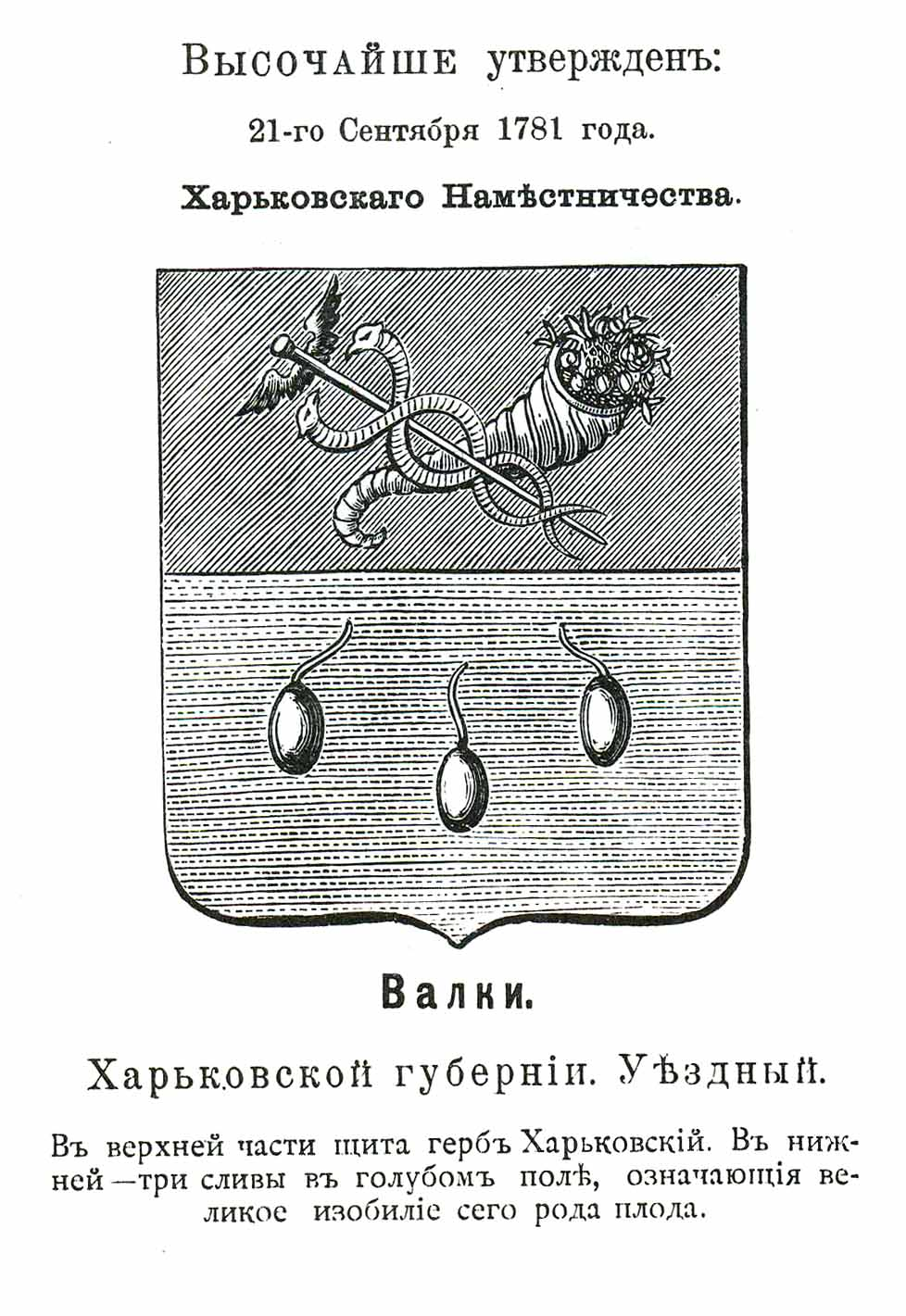
Герб города с официальным описанием. 1781
Оригинал герба на карте города 1787 года

## Известные жители
- Бутенко, Елена Ивановна — российская актриса театра и кино, заслуженная артистка РФ.
- Коляда, Василий Алексеевич (1920—1953) — Герой Советского Союза.
- Коляда, Никифор Захарович (1891—1954) — один из организаторов красного партизанского движения в годы Гражданской и Великой Отечественной войны.
- Костырь, Николай Трофимович (1818—1853) — доктор славянской филологии, профессор ИКУ; провёл здесь последние дни[24].
- Панченко, Пётр Иосифович (1891—1978) — выдающийся украинский прозаик Петро Панч.
- Серова, Валентина Васильевна — советская актриса театра и кино.
- Сагун, Максим Александрович — учёный-юрист, доктор юридических наук, профессор, специалист по теории государства и права.